# Belles-Forêts
Belles-Forêts település Franciaországban, Moselle megyében. Lakosainak száma 231 fő (2022. január 1.). Belles-Forêts Desseling, Fribourg, Guermange, Haut-Clocher, Loudrefing, Mittersheim, Rorbach-lès-Dieuze és Saint-Jean-de-Bassel községekkel határos.

## Népesség
A település népességének változása:
| Lakosok száma | 248  | 246  | 256  | 245  | 240  | 235  | 232  | 233  | 231  |
|               | 2013 | 2015 | 2016 | 2017 | 2018 | 2019 | 2020 | 2021 | 2022 |